# Telaga Tujuh (Labuhan Deli)
Telaga Tujuh is een bestuurslaag in het regentschap Deli Serdang van de provincie Noord-Sumatra, Indonesië. Telaga Tujuh telt 2232 inwoners (volkstelling 2010).